# Rockabill SPA
Rockabill SPA este o arie protejată (arie de protecție specială avifaunistică — SPA) din Irlanda întinsă pe o suprafață de 5.227,09 ha, integral pe uscat.

## Localizare
Centrul sitului Rockabill SPA este situat la coordonatele 53°35′51″N 6°00′13″W / 53.597432°N 6.003536°V.

## Înființare
Situl Rockabill SPA a fost declarat arie de protecție specială avifaunistică în octombrie 1988 pentru a proteja 4 specii de animale.

## Biodiversitate
Situată în ecoregiunea atlantică, aria protejată nu include niciun habitat protejat.
La baza desemnării sitului se află mai multe specii protejate de  păsări (4): Rissa tridactyla, Sterna dougallii, chiră de baltă (Sterna hirundo), Sterna paradisaea.
Pe lângă speciile protejate, pe teritoriul sitului au mai fost identificate 1 specie de păsări.